# Квантово-размерный эффект Штарка

Квантовая яма для электронов и дырок (синие линии), волновая функция носителей (зелёные линии) и энергий состояний (красные пунктирные линии). Перенос энергии (стрелки) с электрическим полем и без него. — энергии дна зоны проводимости и потолка валентной зоны.

Квантоворазмерный эффект Штарка (КЭШ) (англ. Quantum-confined Stark effect (QCSE)) — эффект наблюдаемый в наноразмерных полупроводниковых гетероструктурах (таких как квантовая яма, квантовая точка и др.), выражающийся в смещении спектра поглощения/испускания при приложении электрического поля. В отсутствие поля электроны и дырки могут занимать в квантовой яме лишь дискретный набор энергетических уровней. Следовательно, только свет с дискретным набором значений энергии может быть поглощён или испущен системой. При приложении электрического поля, электронные уровни сдвигаются к более низкими значениям энергии, а дырочные уровни к более высоким, что и выражается в уменьшении энергии поглощения и испускания системы. Кроме того, наклон валентной зоны и зоны проводимости в электрическом поле ведёт к пространственному разделению зарядов, что означает уменьшение интеграла перекрытия, и следовательно, согласно Золотому правилу Ферми, ведёт к уменьшению коэффициента поглощения/испускания.
Квантово-размерный эффект Штарка может быть вызван как внешним электрическим полем, так и внутренним полем, появляющимся вследствие прямого пьезоэлектрического эффекта, в частности такой эффект был предсказан и экспериментально наблюдаем в полупроводниковых гетероструктурах на нановискерах.
Квантово-размерный эффект Штарка используется в оптических модуляторах, где служит для быстрого переключения модулятора.

## Математическое описание
Энергетический сдвиг для, например, квантовой ямы может быть рассчитан путём сравнения энергии в присутствии и в отсутствие электрического поля. Благодаря симметрии, не сложно рассчитать энергию в отсутствие поля. Если поле относительно мало, его можно представить в виде возмущения и оценить его действие с помощью теории возмущений.

### Система без электрического поля
Потенциал квантовой ямы может быть записан как
{\displaystyle V(z)={\begin{cases}0;&|z|<L/2\\V_{0};&|z|>L/2\\\end{cases}}},
где {\displaystyle L} - ширина ямы, а {\displaystyle V_{0}} — высота потенциальных барьеров. Связанные состояния в квантовой яме лежат в дискретном спектре энергий, {\displaystyle E_{n}} и соответствующие волновые функции могут быть записаны следующим образом:
{\displaystyle \psi (\mathbf {r} )=\phi _{n}(z){\frac {1}{\sqrt {A}}}e^{i(k_{x}\cdot {x}+k_{y}\cdot {y})}u(\mathbf {r} ).}
В этом выражении, {\displaystyle A} — это площадь среза системы, перпендикулярная направлению квантизации, {\displaystyle u(\mathbf {r} )} — это периодическая Блоховская функция для энергии в полупроводнике, а {\displaystyle \phi _{n}(z)} — это слабо изменяющаяся огибающая функция системы.
Если квантовая яма достаточно глубока, её можно представить, как квантовую яму с бесконечно высокими барьерами, то есть {\displaystyle V_{0}\to \infty }. В этом упрощённом случае аналитическое выражение для связанных волновых функций может быть записано как:
{\displaystyle \phi _{n}(z)={\sqrt {\frac {2}{L}}}\times {\begin{cases}\cos \left({\frac {n\pi z}{L}}\right)&n\,{\text{odd}}\\\sin \left({\frac {n\pi z}{L}}\right)&n\,{\text{even}}\end{cases}}.}
Энергии связанных состояний:
{\displaystyle E_{n}={\frac {\hbar ^{2}n^{2}\pi ^{2}}{2m^{*}L^{2}}},}
где {\displaystyle m^{*}} есть эффективная масса электрона в данном полупроводнике.

### Система с электрическим полем
Предполагая поле в направлении z,
{\displaystyle \mathbf {E} =E\mathbf {z} ,}
член Гамильтониана, отвечающий возмущению, есть,
{\displaystyle H'=eEz.}
Поправка первого порядка к энергетическим уровням равна нулю из-за симметрии,
{\displaystyle E_{n}^{(1)}=\langle n^{(0)}|eEz|n^{(0)}\rangle =0}.
Поправка второго порядка, например для n = 1, есть,
{\displaystyle E_{1}^{(2)}=\sum _{k\neq 1}{\frac {|\langle k^{(0)}|eEz|1^{(0)}\rangle |^{2}}{E_{1}^{(0)}-E_{k}^{(0)}}}\approx {\frac {|\langle 2^{(0)}|eEz|1^{(0)}\rangle |^{2}}{E_{1}^{(0)}-E_{2}^{(0)}}}=-24\left({\frac {2}{3\pi }}\right)^{6}{\frac {e^{2}E^{2}m_{e}^{*}L^{4}}{\hbar ^{2}}}}
для электронов. Аналогичные вычисления можно сделать для дырок, заменяя эффективные массы электронов эффективными массами дырок.